# Margituberculatus longituberculatus
Margituberculatus longituberculatus är en insektsart. Margituberculatus longituberculatus ingår i släktet Margituberculatus och familjen långrörsbladlöss. Inga underarter finns listade i Catalogue of Life.